# Callangate
El Callangate, també conegut amb el nom de Collpa Ananta, és una muntanya situada al sud-est del Perú, dins la província de Quispicanchi, al Departament de Cusco. Constitueix una de les principals elevacions de la serralada de Vilcanota, un prolongació de la serralada Oriental, als Andes. El seu cim, cobert per les neus perpètues i per extenses glaceres, s'alça fins als 6.110 msnm. El desgel dona lloc a petits cursos d'aigua, que alimenten la conca del riu Urubamba.
La primera ascensió va tenir lloc el 1953, per un equip d'alpinistes constituït pels alemanys H.Harner, H. Steinmetz, F. Marz i J. Wellenkamp, del DAV.